# خوان بوزا
خوان بوزا (انگلیسی: Juan Bauza؛ زادهٔ ۳ مهٔ ۱۹۹۶) بازیکن فوتبال اهل آرژانتین است.
از باشگاه‌هایی که در آن بازی کرده‌است می‌توان به باشگاه فوتبال گورنیک زابژه اشاره کرد.